# ジヨードメタン
ジヨードメタン (diiodomethane) または ヨウ化メチレン (methylene iodide) は分子式が CH2I2 のハロメタンである。水には溶けないが、エーテルとアルコールには溶ける。比較的大きな屈折率 1.741 を持つ。純粋なジヨードメタンは無色の液体であるが、光によってヨウ素を遊離して茶色っぽくなる。
比重が大きいことから無機化合物の比重の測定または分離に用いられる。しかし毒性を持つ可能性から、より安全な化合物に替えることが望ましいとされる。また、シモンズ・スミス反応のような有機合成反応の試薬として用いられる。

## 合成
市販品が入手可能である。塩基の存在下にヨードホルムを亜ヒ酸ナトリウムで還元すると得られる。
{\displaystyle {\ce {CHI3\ + Na3AsO3\ + NaOH -> CH2I2\ + NaI\ + Na3AsO4}}}

## 保管
有毒な物質であるため、必要な照明及び換気の設備を設ける。また、直射日光を避け、破損や漏れの無い密閉可能な容器の中で冷暗所に保管する。
特に、加熱による分解でヨウ素化合物を生じるため、熱は避けるべきである。その他、アルケンとジエチル亜鉛、黄銅、エーテル、リチウム、カリウム、ナトリウムカリウム合金、強い酸化剤、強塩基との混合は要注意である。